# CodeLite
CodeLite – wieloplatformowe zintegrowane środowisko programistyczne (IDE) o otwartym kodzie źródłowym przeznaczone do programowania w językach: C, C++, Rust, Python, PHP oraz JavaScript. Rozpowszechniane jest na licencji GPL.

## Funkcje
CodeLite oferuje m.in. edytor kodu źródłowego (bazujący na Scintilli), interaktywny debugger (pracujący w oparciu o GDB), możliwość zarządzania projektami, podświetlanie składni, autouzupełnianie kodu, refaktoryzację, przeglądanie źródeł, integrację z biblioteką wxWidgets, SVN, Git, SFTP, cscope, UnitTest++, wsparcie dla GCC, Clang, VC++, LLDB i Xdebug.

## Historia
W sierpniu 2006 Eran Ifrah rozpoczął projekt o nazwie CodeLite. Chodziło o stworzenie biblioteki autouzupełniania kodu w oparciu o ctags, SQLite (stąd nazwa CodeLite) i parser bazujący na Yacc, która mogłaby być wykorzystywana przez inne IDE. Później Clang stał się opcjonalnym parserem, co znacznie poprawiło funkcjonalność projektu.
Aplikacja demonstracyjna nazwana LiteEditor została opracowana w celu wykazania funkcjonalności CodeLite'a. Ostatecznie LiteEditor przekształcił się w CodeLite.